# Röda stugor tåga vi förbi
Röda stugor tåga vi förbi eller Sommarvandring är en svensk sång med text av Georg Åhlstad och musik av Nils B. Söderström.
Sången är i Sjung svenska folk! noterad i 4/4-takt i G-dur. Den ingick bland de stamsånger som var obligatoriska i skolundervisningen 1949–1969. Den publicerades av Elkan & Schildknecht 1937.